# Mundial
Ne doit pas être confondu avec Coupe du monde de football.
 (mars 2018).
Si vous disposez d'ouvrages ou d'articles de référence ou si vous connaissez des sites web de qualité traitant du thème abordé ici, merci de compléter l'article en donnant les références utiles à sa vérifiabilité et en les liant à la section « Notes et références ».
Mundial (en anglais : Worldwide) est le nom du cinquième album studio de Daddy Yankee.

## Contexte
Contrairement à ses précédents albums, il décrit l'album comme un mélange de reggaeton, merengue, soca et dance hall. Avant la sortie, Daddy Yankee a confirmé que l'album comprendrait 13 pistes plus 3 pistes bonus sur la version iTunes. L'album ne comprend pas les titres enregistrés avec Luis Fonsi et Don Omar.